# NME
New Musical Express (NME) là một tổ chức báo chí, tạp chí và website phê bình âm nhạc của Anh được xuất bản từ năm 1952. Đây là tờ báo Anh đầu tiên ghi lại một bảng xếp hạng đĩa đơn, cụ thể là ở số báo ngày 14 tháng 11 năm 1952. Ở thập niên 1970, NME trở thành ấn phẩm nhạc bán chạy nhất tại Anh. Từ năm 1972 đến 1976, tờ báo này đặc biệt gắn liền với lối viết mang phong cách Gonzo, rồi trở nên gắn bó mật thiết với punk rock thông qua những cây bút nổi danh lúc bấy giờ như Julie Burchill, Paul Morley và Tony Parsons. Dù xuất thân là một tờ báo âm nhạc, NME dần chuyển đổi hình thái từ báo in giấy sang tạp chí ở các thập niên 1980 và 1990.
Website của tạp chí có tên miền là NME.com, ra đời vào năm 1996 và trở thành trang web nhạc độc lập lớn nhất thế giới với hơn 16 triệu người dùng mỗi tháng. Trong bối cảnh doanh số của toàn bộ ngành báo chí Anh sụt giảm, số bản in trả phí của tạp chí ở nửa đầu năm 2014 chỉ đạt con số 15.830 bản. Năm 2013, NME cho ấn hành danh sách "500 album xuất sắc nhất mọi thời đại", nhưng giới truyền thông không ngừng phê phán danh sách bởi cách mà NME xây dựng nó.
Tháng 9 năm 2015, hình thái tạp chí NME được tái khởi động nhằm phân phối trên toàn quốc dưới dạng ấn phẩm miễn phí. Doanh số tiêu thụ trung bình của NME trong lần xuất bản đầu tiên vào tháng 2 năm 2016 là 307.217 bản/tuần – con số cao nhất trong lịch sử tổ chức này, phá kỷ lục 306.881 bản thiết lập được vào năm 1964 – thời kì hưng thịnh nhờ danh tiếng của The Beatles. Tính đến tháng 12 năm 2017, theo số liệu của tổ chức thống kê Audit Bureau of Circulations, lượng báo phân phối trung bình của NME đã tụt xuống còn 289.432 bản/tuần, dù cho đơn vị chịu trách nhiệm xuất bản tạp chí, Time Inc. UK cho biết có hơn 13 triệu người dùng toàn cầu mỗi tháng, trong đó có 3 triệu người dùng tại Anh. Tháng 3 năm 2018, đơn vị xuất bản ra thông báo rằng NME sẽ ngừng lưu hành báo in sau 66 năm hoạt động và sẽ chỉ phát hành dưới dạng ấn phẩm trực tuyến. Trụ sở chính của NME đặt tại Southwark, Luân Đôn, Anh. Tổng biên tập của tổ chức hiện tại là Charlotte Gunn – người được bổ nhiệm thay Mike Williams đã từ chức vào tháng 2 năm 2018.

## Lịch sử
New Musical Express ra đời vào năm 1952. Tiền thân của NME, Accordion Times and Musical Express được mua lại bởi một nhà tài trợ âm nhạc ở Luân Đôn là Maurice Kinn với giá 1.000 bảng, chỉ 15 phút trước khi nó chính thức đóng cửa. Tờ báo được tái khởi động với tên gọi mới là New Musical Express và được xuất bản dưới dạng báo khổ nhỏ in trên giấy báo tiêu chuẩn. Ngày 14 tháng 11 năm 1952, dựa theo tạp chí Billboard của Mỹ, NME đã cho ấn hành bảng xếp hạng UK Singles Chart đầu tiên – ở thời điểm đó là một danh sách ghi lại Top 12 đĩa đơn bán chạy nhất năm. Một điểm đáng lưu ý là trái ngược với những bảng xếp hạng thời nay, danh sách top 12 đĩa đơn kia được chính ấn phẩm tổng hợp dựa theo doanh số bán hàng từ các cửa hàng địa phương trên khắp nước Anh. Ca khúc quán quân đầu tiên là "Here in My Heart" của Al Martino.

### Thập niên 1960
Ở thập kỷ 1960, tổ chức đã chọn ra những ban nhạc Anh mới nổi đình đám lúc bấy giờ làm đối tượng viết bài. Số báo phát hành của NME đạt đỉnh dưới thời Andy Gray (tổng biên tập 1957–1972) với con số tới 306.881 bản in trong quãng thời gian từ tháng 1 đến tháng 6 năm 1994. The Beatles và The Rolling Stones là hai gương mặt thường xuyên xuất hiện trên trang nhất. Hai nhóm nhạc này cùng với các nghệ sĩ khác còn tham gia một sự kiện tên là NME Poll Winners' Concert – một buổi hòa nhạc và lễ trao giải dành cho các nghệ sĩ được giới độc giả của tờ báo bầu chọn là nổi tiếng nhất. NME Poll Winners' Concerts diễn ra từ năm 1959 đến 1972. Kể từ năm 1964 trở đi, tất cả những buổi diễn được ghi hình, biên tập và phát sóng trên truyền hình Anh, vài tuần sau khi sự kiện khép lại.

### Thập niên 1970

Bìa in hình Patti Smith trong tuần báo vào ngày 21 tháng 2 năm 1976.

Đầu thập kỷ 1970, NME đã đánh mất thị phần của mình vào tay đối thủ Melody Maker; nguyên do là bởi khả năng thu thập tin tức của tờ báo đã không theo kịp tiến độ phát triển của nhạc rock, đặc biệt là trong những năm đầu tiên của kỷ nguyên psychedelia và progressive rock. Đầu năm 1972, tổ chức đứng trước nguy cơ phá sản bởi chủ sở hữu tờ báo thời điểm đó, IPC làm ăn thua lỗ (IPC đã mua lại ấn phẩm từ tay Kinn vào năm 1963). Alan Smith được bổ nhiệm là tổng biên tập vào năm 1972. IPC đã hối thúc Smith phải nhanh chóng xoay chuyển tình thế hoặc tổ chức sẽ buộc phải ngừng hoạt động. Để đáp ứng yêu cầu đó, ông cùng cộng sự của mình – trợ lý tổng biên tập Nick Logan đã săn tìm những cây viết báo 	ngầm như Charles Shaar Murray và Nick Kent, đồng thời tuyển dụng những cây bút tiềm năng khác là Tony Tyler, Ian MacDonald và Danny Holloway. Theo nhận định của tuần báo The Economist, New Musical Express "bắt đầu tấn công vào thị trường nhạc mới nổi hoặc underground... NME bỗng trở thành cánh cổng dẫn đến một thế giới nổi loạn hơn. Đầu tiên là glam rock và các ban nhạc như T. Rex, tiếp đó là punk... đến năm 1977, ấn phẩm trở thành nơi gắn bó với một cuộc cách mạng văn hóa đang làm cho giới trẻ lãnh đạm của đất nước chết mê chết mệt. Những ban nhạc như Sex Pistols, X-Ray Spex và Generation X là những ngôi sao thường xuyên có mặt trên trang bìa và được ngợi ca bởi những cây bút như Julie Burchill và Tony Parsons; những cây bút này còn thuật lại trọn vẹn những năm nguyên thủy của punk với lối viết hư vô."

### Thập niên 1980
Ở thập niên 1980, NME trở thành tờ báo về âm nhạc quan trọng nhất tại xứ sương mù. Ấn phẩm đã cho phát hành một đĩa nhạc cassette tuyển tập mang tên C81 với đơn vị phân phối là hãng đĩa Rough Trade Records, được bán cho độc giả thông qua đơn đặt hàng qua bưu điện với mức phí thấp. Sản phẩm có sự góp mặt của một số ban nhạc mới nổi lúc đó như Aztec Camera, Orange Juice, Linx và Scritti Politti, bên cạnh những nghệ sĩ đã thành danh như Robert Wyatt, Pere Ubu, the Buzzcocks và Ian Dury. Đĩa tuyển tập thứ hai có tựa C86 được phát hành vào năm 1986. Các cây bút tiêu biểu của tạp chí thời kì này là Mat Snow, Chris Bohn, Barney Hoskyns, Paolo Hewitt, Don Watson, Danny Kelly, Steven Wells và David Quantick.
Tuy nhiên ở giữa thập kỷ 1980, do doanh số giảm mạnh nên NME đã gặp phải vô vàn khó khăn, thậm chí đứng trước nguy cơ đóng cửa. Trong thời gian này, Ian Pye đang là tổng biên tập sau khi lên thay Neil Spencer vào năm 1985. Tổ chức đã bị phân chia làm hai nhóm: một nhóm muốn viết về đề tài hip hop – thể loại còn khá mới mẻ ở Anh lúc bấy giờ, nhóm còn lại thì vẫn muốn gắn bó với nhạc rock. Nhưng khi chân dung các nghệ sĩ hip hop xuất hiện trên trang nhất, doanh số bán ra tiếp tục rớt sâu, khiến cho vấn đề của NME càng thêm trầm trọng bởi tổ chức ngày càng bị mất phương hướng trong việc tiếp cận độc giả. Ngoài ra, một số bài viết chẳng liên quan gì đến âm nhạc cũng xuất hiện trên tạp chí trong thời gian này, chẳng hạn như một bài đăng của William Leith về tội phạm máy tính, hay những bài viết của Stuart Cosgrove về các đề tài như chính trị thể thao và sự hiện diện của lính Mỹ tại Anh, với hình của Elvis Presley xuất hiện trên trang bìa như một biểu tượng chính trị, thay vì nói đến khía cạnh âm nhạc.

### Thập niên 1990
Đến cuối thập niên 1990, trào lưu Madchester đang dần thoái trào và NME bắt đầu đưa tin về các ban nhạc mới của Mỹ, chủ yếu đến từ Seattle. Về sau các ban này sẽ lập thành một trào lưu mới có tên gọi là grunge, với những cái tên nổi tiếng nhất đại diện cho trào lưu này là Nirvana và Pearl Jam. NME đã tiếp nhận grunge rất chậm, trong khi ấn phẩm "Sounds" là tờ báo âm nhạc đầu tiên của Anh viết về grunge, khi John Robb là người đầu tiên đến phỏng vấn trực tiếp Nirvana, còn kình địch Melody Maker đã sốt sắng theo đuổi grunge từ rất sớm nhờ công lớn thuộc về Everett True – cựu cây bút của chính NME với bút danh "The Legend!". Về sau, NME chỉ thật sự quan tâm đến grunge sau khi Nevermind trở nên nổi tiếng. Mặc dù đôi khi vẫn đưa tin về các ban nhạc Anh mới nổi, tạp chí NME nói riêng và nền âm nhạc địa phương nói chung đã bị 'phủ sóng' hoàn toàn bởi các ban nhạc Mỹ.
Dù giai đoạn 1991-93 là thời kì thống trị của các ban nhạc Mỹ như Nirvana, nhưng các ban nhạc Anh lại không hề bị thờ ơ. Bằng chứng là NME vẫn đưa tin dày đặc về nhạc indie và tham gia vào một cuộc khẩu chiến với một ban nhạc mới tên là Manic Street Preachers (hay The Manics), xuất phát từ việc nhóm này phê phán NME, cho rằng NME có quan điểm "thượng đẳng". Vụ việc lên đến cao trào vào năm 1991, khi trong một buổi phỏng vấn với Steve Lamacq, Richey Edwards đã khẳng định vị thế của ban thông qua việc khắc chữ "4real" vào cánh tay bằng lưỡi dao cạo.
Đến năm 1992, làn sóng nhạc Madchester đã chết yểu, một số ban nhạc người Anh mới cùng với The Manics bắt đầu xuất hiện nhiều hơn. Suede nhanh chóng được NME tôn xưng làm đại diện cho nhạc alternative nhằm đối trọng với thứ âm thanh nặng đô của grunge, cũng như được xem là lá cờ đầu cho một trào lưu nhạc mới của người Anh. Mặc dù vậy, grunge vẫn thể hiện sự thống trị, nhưng sự trỗi dậy của các ban nhạc Anh sẽ là đề tài mà báo giới sẽ xoáy sâu vào khai thác nhiều hơn nữa.
Tháng 4 năm 1994, hung tin giọng ca chính của Nirvana, Kurt Cobain bị phát hiện đã tự vẫn không chỉ ảnh hưởng đến lượng người hâm mộ hùng hậu của anh cũng như giới độc giả của NME, mà còn là manh nha cho sự chuyển mình lớn của nền âm nhạc Anh. Grunge có nguy cơ bị soán ngôi thống trị bởi Britpop – một thể loại mới ảnh hưởng từ nền âm nhạc và trào lưu văn hóa Anh ở thập kỷ 1960. Thuật ngữ này được NME sử dụng sau khi ban nhạc Blur phát hành album Parklife vào đúng tháng mà Cobain từ trần. Britpop bắt đầu san lấp khoảng trống về văn hóa và âm nhạc sau khi Cobain qua đời, nổi bật là thành công của Blur và sự nổi lên của một nhóm nhạc đến từ Manchester tên là Oasis, làm tiền đề cho Britpop tiếp tục thịnh hành cho đến hết năm 1994. Cuối năm đó, Blur và Oasis là hai ban nhạc đình đám nhất tại Anh và doanh số của NME tăng vọt nhờ hiệu ứng của Britpop. Năm 1995, NME đã giới thiệu những ban nhạc mới thuộc trào lưu này, nhiều cái tên trong số đó cũng biểu diễn tại sân khấu riêng của NME tại Nhạc hội Glastonbury.
Tháng 8 năm 1995, Blur và Oasis dự định phát hành đĩa đơn trong cùng ngày nhằm tạo cú hích lớn trước giới truyền thông. Steve Sutherland đã đưa tin này lên trang nhất của NME và bị chỉ trích dữ dội vì bày ra cuộc "đấu tay đôi" giữa hai ban nhạc. Blur là người giành chiến thắng trong "cuộc đua" lên ngôi quán quân của bảng xếp hạng, từ đó giúp NME được hưởng lợi về mặt doanh số trong thập kỷ 1990, khi mà Britpop trở thành dòng nhạc thống trị. Sau thời kì cực thịnh trên, ấn phẩm dần mất đà tăng trưởng và tụt dốc không phanh, bởi Britpop đã tự thoái trào khá nhanh trong vài năm kế tiếp. Hệ quả là tổ chức lại rơi vào tình trạng mất phương hướng, và những nỗ lực theo đuổi làn sóng văn hóa DJ nổi lên vào cuối thập kỷ 1990 chỉ làm cho NME hứng chịu thêm chỉ trích vì không ủng hộ nhạc rock hay indie nữa.

### Thập niên 2000
Năm 2000, Steve Sutherland rời khỏi cương vị tổng biên tập của NME và người được bổ nhiệm vào vị trí này là cựu biên tập 26 tuổi của Melody Maker Ben Knowles. Cùng năm đó, Melody Maker chính thức sáp nhập với NME, nhiều người suy đoán rằng NME sắp đóng cửa vì thị trường dành tạp chí âm nhạc hàng tuần đang ngày càng bó hẹp dần đi. Ví dụ tiêu biểu là tạp chí hàng tháng Select – ấn phẩm vốn phát triển mạnh trong kỷ nguyên Britpop – cũng phải đóng cửa sau khi hết trào lưu này. Đầu thập niên 2000, NME cũng nổ lực để mở rộng thị phần thêm lần nữa với các bài viết chuyên về mảng hip hop như Jay-Z và Missy Elliott, nhạc sĩ nhạc điện tử Aphex Twin, quán quân cuộc thi Popstars Hear'say và những nhóm nhạc r&b như Destiny's Child. Tuy nhiên giống như thập niên 1980, xu hướng này không được lòng nhiều độc giả trung thành tạp chí và dần bị gạt đi. Năm 2001, NME tái khẳng định tầm ảnh hưởng của ấn phẩm trong việc đưa tin về nhạc mới, đồng thời hỗ trợ giới thiệu về các ban nhạc The Strokes, The Vines và The White Stripes.
Năm 2002, Conor McNicholas được bổ nhiệm làm tổng biên tập, bên cạnh đội ngũ săn ảnh mới gồm Dean Chalkley, Andrew Kendall, James Looker và Pieter Van Hattem cũng như hàng loạt cây viết trẻ thay thế. Từ đó, NME tập trung viết về những ban nhạc Anh mới như The Libertines, Franz Ferdinand, Bloc Party và Kaiser Chiefs – những cái tên nổi lên từ nhạc indie và có tiềm năng tiếp tục phát triển về mặt thương mại. Về sau, Arctic Monkeys trở thành cái tên sinh lời lớn trong những ban nhạc indie thời hậu Libertines, vừa được NME tôn vinh ở vị trí quán quân, vừa nhận được không ngớt lời khen từ giới chuyên môn và gặt hái thành công về mặt thương mại.

### Thập niên 2010
Krissi Murison được bổ nhiệm làm tổng biên tập vào tháng 6 năm 2009, kế đó NME cho ra đời một mẫu thiết kế mới vào tháng 4 năm 2010. Ấn phẩm có 10 trang bìa khác nhau nhằm giúp cho tạp chí đưa tin về nhạc với phạm vi rộng hơn, với sự xuất hiện trên trang bìa của Jack White, Florence and the Machine, LCD Soundsystem, Rihanna, Kasabian, Laura Marling, Foals, M.I.A., Biffy Clyro và Magnetic Man. Đến tháng 7 năm 2012, Mike Williams – cựu phó tổng biên tập của tổ chức đã lên thay thế Murison để điều hành tạp chí. Ông chịu trách nhiệm hoàn toàn ở mảng phát hành trên đa nền tảng. Dưới thời Williams, NME đã cho ra mắt ứng dụng NME Daily với cách thức hoạt động mới là life hack, từ đó tái khởi động thành công cả hình thái tạp chí lẫn miền website của NME.
Năm 2013, danh sách 500 album xuất sắc nhất mọi thời đại do NME xuất bản đã giới phê bình phê phán dữ dội. Nhật báo The Guardian chỉ ra rằng tác giả của danh sách, bà Laura Snapes đã cho vào top 5 "album xuất sắc nhất mọi thời đại" tới 4 album của cùng một ban nhạc tên là The National. Tương tự tờ Consequence of Sound cũng nhận định: "Nếu Laura Snapes được toại nguyện thì top 4 sẽ toàn là album của The National".

### Xuất bản miễn phí
Tháng 2 năm 2015, có thông tin cho biết tổ chức NME đang bàn bạc về việc xóa giá bìa và trở thành một ấn phẩm phát hành miễn phí. Tin này được chính thức xác nhận vào tháng 7 năm 2015. Số báo NME miễn phí ra mắt vào ngày 18 tháng 9 năm 2015 với hình Rihanna trên trang bìa. Ấn phẩm được phân phối trên toàn quốc thông qua mạng lưới các trường đại học, cửa hàng bán lẻ và mạng giao thông. Doanh số bán ra đợt đầu tiên vào tháng 2 năm 2016 là 307.217 bản/tuần – con số cao nhất trong lịch sử tổ chức. Kể từ khi được tái khởi động, tạp chí có sự góp mặt của nhiều ngôi sao nhạc pop quốc tế đình đám như Coldplay, Taylor Swift, Lana Del Rey, Kanye West và Green Day bên cạnh những tài năng mới nổi như Zara Larsson, Years & Years, Lady Leshurr và Christine and the Queens.
Vào tháng 3 năm 2018, tờ Guardian đưa tin  rằng MNE sẽ ngưng bản in giấy sau 66 năm hoạt động. Phiên bản trực tuyến vẫn tiếp tục hoạt động.

## NME.com
Năm 1996, NME đã cho ra đời miền website riêng của tổ chức mang tên NME.com dưới sự điều hành của tổng biên tập lúc bấy giờ là Steve Sutherland và nhà xuất bản Robert Tame. Biên tập viên đầu tiên của trang web là Brendan Fitzgerald, kế đó Anthony Thornton đã tái thiết kế website và tập trung đưa tin về âm nhạc. Tháng 11 năm 1999, trang web tổ chức webcast đầu tiên tại Anh nói về liveshow "Live in Japan" của Suede. Năm 2001, trang web phát hành miễn phí đĩa đơn "Last Nite" của The Strokes dưới định dạng MP3 một tuần trước khi ca khúc được chính thức phát hành. Trang web đã được trao giải Tạp chí trực tuyến của năm vào các năm 1999 và 2001; riêng cá nhân Anthony Thornton được vinh danh là Biên tập viên website của năm tới 3 lần – 2001 và 2002 (bởi Hiệp hội biên tập tạp chí Anh) và 2002 (bởi Hiệp hội xuất bản định kỳ).
Tháng 5 năm 2011, NME.com cho ra đời miền web con mang tên NMEVideo.com dành riêng cho mảng video và phát hành ứng dụng NME Festivals dành cho điện thoại thông minh. Với sự tài trợ của BlackBerry, ứng dụng này có tính năng đưa tin về đội hình của các nhóm nhạc, thời gian họ biểu diễn, thư viện ảnh và video về phỏng vấn hậu trường, giúp nó nhận được 30.000 lượt tải xuống. Ở tháng tiếp theo, NME cho ra mắt ứng dụng đầu tiên trên iPad nhằm tri ân Jack White. Tháng 9 năm 2011, NME.com đã tổ chức và đăng diễn đàn blogger trực tiếp trên Twitter, đó là một bữa tiệc thưởng thức nhạc phẩm Nevermind năm 1991 của Nirvana nhân kỉ niệm 20 năm ra đời album. Trang web cũng cho ra mắt một loạt các bộ phim tài liệu mà ban nhạc tự sản xuất mang tên The Ultimate Guide. Tháng 10 năm 2011, trang web kỷ niệm sinh nhật 15 tuổi của mình bằng cách xuất bản danh sách 150 bài hát hay nhất trong suốt thời gian hoạt động của NME.com. Ca khúc giành ngôi quán quân là "Paranoid Android" của Radiohead.

## NME Awards
NME Awards là một giải thưởng âm nhạc thường niên do NME tổ chức nhằm tôn vinh những tác phẩm nhạc mới hay nhất trong cả năm qua. Các đề cử và người chiến thắng cuối cùng được bầu chọn bởi độc giả của tạp chí.

## NME Originals
Tháng 4 năm 2002, NME đã bắt đầu xuất bản hàng loạt các tạp chí theo chủ đề mang tên NME Originals, nhằm in lại các bài báo, buổi phỏng vấn hoặc bài đánh giá cũ từ kho lưu trữ của tổ chức. NME Original có sự xuất hiện của nhiều bài viết từ các tựa báo âm nhạc mà IPC sở hữu như Melody Maker, Rave và Uncut. Những số báo đáng chú ý nhất có sự xuất hiện của Arctic Monkeys, Radiohead, The Beatles, punk rock, gothic rock, Britpop, The Rolling Stones, mod, Nirvana và những năm hoạt động solo của các Beatle. Số ra gần nhất của NME Originals đã được xuất bản từ năm 2005.